# Intermarché-Wanty
L'Intermarché-Wanty, nota in passato come Intermarché-Wanty-Gobert, Verandas Willems, Accent Jobs, Wanty e Circus, è una squadra maschile belga di ciclismo su strada con licenza di UCI WorldTeam.
Attiva tra gli Elite dal 2007 sotto la direzione di Jean-François Bourlart, nel 2009 si è fusa con il team Willems Verandas diretto da Lucien Van Impe e nel 2011 ha assunto licenza Professional Continental; nel 2016, 2017 e 2018 ha vinto la classifica a squadre del calendario Europe Tour e nel 2017 è stata invitata per la prima volta al Tour de France. Nel 2021 ha assunto licenza di UCI WorldTeam.
La società ha sede a Tournai, in Vallonia, ed è sponsorizzata dalla catena di supermercati Intermarché e dall'impresa di opere civili Wanty.

## Cronistoria

### Annuario
| Anno | Codice | Nome                               | Cat. | Biciclette | Dirigenza |
| ---- | ------ | ---------------------------------- | ---- | ---------- | --- |
| 2007 | STO    | Storez-Ledecq Matériaux            | CT   | Granville  | Manager: Jean-François Bourlart Dir. sportivi: Didier Paindaveine, Eddy Torrekens |
| 2008 | STO    | Groupe Gobert.com                  | CT   | Granville  | Manager: Jean-François Bourlart Dir. sportivi: Didier Paindaveine, Jean-Marc Rossignon |
| 2009 | WIL    | Verandas Willems                   | CT   | Granville  | Manager: Jean-François Bourlart Dir. sportivi: Lucien Van Impe, Yves Lessens, Thierry Marichal, Jean-Marc Rossignon |
| 2010 | WIL    | Verandas Willems                   | CT   | Granville  | Manager: Jean-François Bourlart Dir. sportivi: Lucien Van Impe, Thierry Marichal, Jean-Marc Rossignon, Gino Verhasselt |
| 2011 | VWA    | Veranda's Willems-Accent           | PCT  | Zannata    | Manager: Jean-François Bourlart Dir. sportivi: Thierry Marichal, Jean-Marc Rossignon, Lucien Van Impe |
| 2012 | ACC    | Accent Jobs-Willems Veranda's      | PCT  | Zannata    | Manager: Jean-François Bourlart Dir. sportivi: Thierry Marichal, Jean-Marc Rossignon, Lucien Van Impe |
| 2013 | AJW    | Accent Jobs-Wanty                  | PCT  | Carrera    | Manager: Jean-François Bourlart Dir. sportivi: Thierry Marichal, Steven De Neef, Sébastien Demarbaix, Jean-Marc Rossignon |
| 2014 | WGG    | Wanty-Groupe Gobert                | PCT  | Kuota      | Manager: Jean-François Bourlart Dir. sportivi: Hilaire Van Der Schueren, Steven De Neef, Sébastien Demarbaix, Thierry Marichal, Jean-Marc Rossignon |
| 2015 | WGG    | Wanty-Groupe Gobert                | PCT  | Cube       | Manager: Jean-François Bourlart Dir. sportivi: Jean-François Bourlart, Steven De Neef, Sébastien Demarbaix, Jean-Marc Rossignon, Hilaire Van Der Schueren |
| 2016 | WGG    | Wanty-Groupe Gobert                | PCT  | Cube       | Manager: Jean-François Bourlart Dir. sportivi: Jean-François Bourlart, Steven De Neef, Sébastien Demarbaix, Jean-Marc Rossignon, Hilaire Van Der Schueren |
| 2017 | WGG    | Wanty-Groupe Gobert                | PCT  | Cube       | Manager: Jean-François Bourlart Dir. sportivi: Jean-François Bourlart, Steven De Neef, Sébastien Demarbaix, Jean-Marc Rossignon, Hilaire Van Der Schueren |
| 2018 | WGG    | Wanty-Groupe Gobert                | PCT  | Cube       | Manager: Jean-François Bourlart Dir. sportivi: Jean-François Bourlart, Steven De Neef, Sébastien Demarbaix, Jean-Marc Rossignon, Hilaire Van Der Schueren |
| 2019 | WGG    | Wanty-Gobert Cycling Team          | PCT  | Cube       | Manager: Jean-François Bourlart Dir. sportivi: Jean-François Bourlart, Steven De Neef, Sébastien Demarbaix, Jean-Marc Rossignon, Hilaire Van Der Schueren |
| 2020 | CWG    | Circus-Wanty Gobert                | PRT  | Cube       | Manager: Jean-François Bourlart Dir. sportivi: Jean-François Bourlart, Steven De Neef, Sébastien Demarbaix, Jean-Marc Rossignon, Hilaire Van Der Schueren, Frederik Veuchelen                                                                                              |
| 2021 | IWG    | Intermarché-Wanty-Gobert Matériaux | WT   | Cube       | Manager: Jean-François Bourlart Dir. sportivi: Hilaire Van Der Schueren, Jean-François Bourlart, Steven De Neef, Valerio Piva, Jean-Marc Rossignon, Frederik Veuchelen |
| 2022 | IWG    | Intermarché-Wanty-Gobert Matériaux | WT   | Cube       | Manager: Jean-François Bourlart Dir. sportivi: Jean-François Bourlart, Steven De Neef, Valerio Piva, Jean-Marc Rossignon, Ioannis Tamouridis, Hilaire Van Der Schueren, Pieter Vanspeybrouck, Frederik Veuchelen, Aike Visbeek, Bart Wellens                               |
| 2023 | ICW    | Intermarché-Circus-Wanty           | WT   | Cube       | Manager: Jean-François Bourlart Dir. sportivi: Jean-François Bourlart, Dimitri Claeys, Steven De Neef, Laurenzo Lapage, Valerio Piva, Ioannis Tamouridis, Hilaire Van Der Schueren, Kévin Van Melsen, Pieter Vanspeybrouck, Frederik Veuchelen, Aike Visbeek, Bart Wellens |
| 2024 | IWA    | Intermarché-Wanty                  | WT   | Cube       | Manager: Jean-François Bourlart Dir. sportivi: Jean-François Bourlart, Dimitri Claeys, Steven De Neef, Sebastien Demarbaix, Laurenzo Lapage, Kévin Van Melsen, Pieter Vanspeybrouck, Frederik Veuchelen, Aike Visbeek, Bart Wellens                                        |
| 2025 | IWA    | Intermarché-Wanty                  | WT   | Cube       | Manager: Jean-François Bourlart Dir. sportivi: Jean-François Bourlart, Dimitri Claeys, Steven De Neef, Sebastien Demarbaix, Adriaan Helmantel, Kévin Van Melsen, Pieter Vanspeybrouck, Frederik Veuchelen, Aike Visbeek, Bart Wellens                                      |

### Classifiche UCI
Aggiornato al 22 ottobre 2024.
| Anno | Classifica | Pos. | Migliore cl. individuale |
| ---- | ---------- | ---- | ------------------------ |
| 2009 | Europe T.  | 28º  | Stefan van Dijk (25º)    |
| 2010 | Europe T.  | 9º   | Stefan van Dijk (2º)     |
| 2011 | Africa T.  | 16º  | Thomas Degand (112º)     |
| 2011 | Asia T.    | 35º  | David Kemp (73º)         |
| 2011 | Europe T.  | 13º  | Stefan van Dijk (6º)     |
| 2012 | Europe T.  | 20º  | Steven Caethoven (39º)   |
| 2013 | America T. | 35º  | Will Routley (215º)      |
| 2013 | Europe T.  | 26º  | Jempy Drucker (39º)      |
| 2014 | Africa T.  | 6º   | Roy Jans (44º)           |
| 2014 | Europe T.  | 2º   | Jempy Drucker (12º)      |
| 2015 | Africa T.  | 15º  | Tim De Troyer (115º)     |
| 2015 | Europe T.  | 7º   | Roy Jans (14º)           |
| 2016 | Africa T.  | 73º  | Roy Jans (339º)          |
| 2016 | Europe T.  | 1º   | Kenny Dehaes (12º)       |
| 2017 | Asia T.    | 79º  | Andrea Pasqualon (285º)  |
| 2017 | Europe T.  | 1º   | Kenny Dehaes (9º)        |
| 2017 | Oceania T. | 12º  | Dion Smith (25º)         |
| 2018 | Asia T.    | 23º  | Boris Vallée (32º)       |
| 2018 | Europe T.  | 1º   | Timothy Dupont (3º)      |
| 2018 | Oceania T. | 19º  | Dion Smith (115º)        |
| 2019 | Europe T.  | 2º   | Guillaume Martin (35º)   |
| 2020 | World Tour | 20º  | Aimé De Gendt (78º)      |
| 2020 | Europe T.  | 3º   | Aimé De Gendt (64º)      |
| 2021 | World Tour | 14º  | Danny van Poppel (30º)   |
| 2022 | World Tour | 5º   | Alexander Kristoff (8º)  |
| 2023 | World Tour | 14º  | Rui Costa (38º)          |
| 2024 | World Tour | 15º  | Biniam Girmay (9º)       |

## Palmarès
Aggiornato al 5 luglio 2025.

### Grandi Giri
- Giro d'Italia

Partecipazioni: 5 (2021, 2022, 2023, 2024, 2025)
Vittorie di tappa: 3
2021: 1 (Taco van der Hoorn)
2022: 2 (Biniam Girmay, Jan Hirt)
Vittorie finali: 0
Altre classifiche: 0
- Tour de France

Partecipazioni: 8 (2017, 2018, 2019, 2021, 2022, 2023, 2024, 2025)
Vittorie di tappa: 3
2024: 3 (3 Biniam Girmay)
Vittorie finali: 0
Altre classifiche: 1
2024: Punti (Biniam Girmay)
- Vuelta a España

Partecipazioni: 4 (2021, 2022, 2023, 2024)
Vittorie di tappa: 3
2021: 1 (Rein Taaramäe)
2022: 1 (Louis Meintjes)
2023: 1 (Rui Costa)
Vittorie finali: 0
Altre classifiche: 0

### Campionati nazionali
- Campionati tedeschi: 1

In linea: 2025 (Georg Zimmermann)

## Organico 2025
Aggiornato al 1º gennaio 2025.

### Staff tecnico
|  | Naz.                   | Ruolo  | Sportivo               |  |  |  |
|  | ---------------------- | ------ | ---------------------- |  |  |  |
|  | Belgio (bandiera)      | GM, DS | Jean-François Bourlart |  |  |  |
|  | Belgio (bandiera)      | DS     | Dimitri Claeys         |  |  |  |
|  | Belgio (bandiera)      | DS     | Steven De Neef         |  |  |  |
|  | Belgio (bandiera)      | DS     | Sebastien Demarbaix    |  |  |  |
|  | Paesi Bassi (bandiera) | DS     | Adriaan Helmantel      |  |  |  |
|  | Belgio (bandiera)      | DS     | Kévin Van Melsen       |  |  |  |
|  | Belgio (bandiera)      | DS     | Pieter Vanspeybrouck   |  |  |  |
|  | Belgio (bandiera)      | DS     | Frederik Veuchelen     |  |  |  |
|  | Paesi Bassi (bandiera) | DS     | Aike Visbeek           |  |  |  |
|  | Belgio (bandiera)      | DS     | Bart Wellens           |  |  |  |

### Rosa
|  | Naz.                     |  | Sportivo                  | Anno |  |  |
|  | ------------------------ |  | ------------------------- | ---- |  |  |
|  | Paesi Bassi (bandiera)   |  | Huub Artz                 | 2002 |  |  |
|  | Francia (bandiera)       |  | Louis Barré               | 2000 |  |  |
|  | Belgio (bandiera)        |  | Kamiel Bonneu             | 1999 |  |  |
|  | Belgio (bandiera)        |  | Vito Braet                | 2000 |  |  |
|  | Italia (bandiera)        |  | Francesco Busatto         | 2002 |  |  |
|  | Italia (bandiera)        |  | Kevin Colleoni            | 1999 |  |  |
|  | Belgio (bandiera)        |  | Dries De Pooter           | 2002 |  |  |
|  | Francia (bandiera)       |  | Alexy Faure Prost         | 2004 |  |  |
|  | Eritrea (bandiera)       |  | Biniam Girmay             | 2000 |  |  |
|  | Belgio (bandiera)        |  | Kobe Goossens             | 1996 |  |  |
|  | Paesi Bassi (bandiera)   |  | Taco van der Hoorn        | 1993 |  |  |
|  | Danimarca (bandiera)     |  | Alexander Kamp            | 1993 |  |  |
|  | Belgio (bandiera)        |  | Arne Marit                | 1999 |  |  |
|  | Sudafrica (bandiera)     |  | Louis Meintjes            | 1992 |  |  |
|  | Francia (bandiera)       |  | Hugo Page                 | 2001 |  |  |
|  | Belgio (bandiera)        |  | Tom Paquot                | 1999 |  |  |
|  | Italia (bandiera)        |  | Simone Petilli            | 1993 |  |  |
|  | Francia (bandiera)       |  | Adrien Petit              | 1990 |  |  |
|  | Belgio (bandiera)        |  | Laurenz Rex               | 1999 |  |  |
|  | Italia (bandiera)        |  | Lorenzo Rota              | 1995 |  |  |
|  | Germania (bandiera)      |  | Jonas Rutsch              | 1998 |  |  |
|  | Paesi Bassi (bandiera)   |  | Roel van Sintmaartensdijk | 2001 |  |  |
|  | Nuova Zelanda (bandiera) |  | Dion Smith                | 1993 |  |  |
|  | Belgio (bandiera)        |  | Gerben Thijssen           | 1998 |  |  |
|  | Belgio (bandiera)        |  | Luca Van Boven            | 2000 |  |  |
|  | Belgio (bandiera)        |  | Gijs Van Hoecke           | 1991 |  |  |
|  | Germania (bandiera)      |  | Georg Zimmermann          | 1997 |  |  |